# Kisbér
Kisbér est une ville et une commune du comitat de Komárom-Esztergom en Hongrie.

## Personnalités nées à Kisbér
- Lipót Baumhorn (1860-1932), architecte
- André Mészáros (1924-2005), peintre